# Талалаевский сельсовет
Талала́евский сельсове́т — упразднённая в 2008 году административно-территориальная единица и сельское поселение (тип муниципального образования) в составе Стерлитамакского района. Почтовый индекс — 453155. Код ОКАТО — 80249884000. Код ИФНС — 0242. Согласно Закону Республики Башкортостан «О границах, статусе и административных центрах муниципальных образований в Республике Башкортостан» от 16 декабря 2004 года имел статус сельского поселения.
В 2008 году объединён с сельским поселением Подлесненский сельсовет.

## Состав сельсовета
На 2004 год Талалаевский сельсовет включал: село Талалаевка — административный центр, деревни Валентиновский, Ведерниковский, Спасское (приложение 44ш)
- с. Талалаевка
- д. Валентиновский
- д. Ведерниковский
- д. Спасское

Ранее входили упразднённые селения:
д. Белороевка (Указ Президиума ВС Башкирской АССР от 07.07.1982 N 6-2/193 «Об исключении некоторых населенных пунктов из учетных данных по административно-территориальному делению Башкирской АССР»)
д. Новотроицкое (Указ Президиума ВС Башкирской АССР от 12.12.1986 N 6-2/396 «Об исключении из учетных данных некоторых населенных пунктов»)
д. Новый Куганак 2-й (Указ Президиума ВС Башкирской АССР от 25 июля 1989 года № 6-2/273 «Об исключении из учетных данных некоторых населенных пунктов»).
с. Леушино (упразднено в 1950—1960-х годах).

## История
Закон Республики Башкортостан от 19.11.2008 N 49-з «Об изменениях в административно-территориальном устройстве Республики Башкортостан в связи с объединением отдельных сельсоветов и передачей населённых пунктов» гласил:

"Внести следующие изменения в административно-территориальное устройство Республики Башкортостан:
40) по Стерлитамакскому району:

д) объединить Подлесненский и Талалаевский сельсоветы с сохранением наименования «Подлесненский» с административным центром в деревне Подлесное.
Включить село Талалаевка, деревни Валентиновский, Ведерниковский, Спасское Талалаевского сельсовета в состав Подлесненского сельсовета.
Утвердить границы Подлесненского сельсовета согласно представленной схематической карте.
Исключить из учетных данных Талалаевский сельсовет;

## Реки
Куганак.

## Географическое положение
На 2008 год граничил с муниципальными образованиями Куганакский сельсовет, Подлесненский сельсовет, Покровский сельсовет, Красноярский сельсовет («Закон Республики Башкортостан от 17.12.2004 N 126-з „О границах, статусе и административных центрах муниципальных образований в Республике Башкортостан“»).

## автодороги
Стерлитамак — Красноусольский
Стерлитамак — Уфа(поворот на Ишпарсово)